# OpenWebRTC
OpenWebRTC (OWR) ist ein freier Protokollstapel, der den vom World Wide Web Consortium (W3C) und der Internet Engineering Task Force (IETF) definierten WebRTC-Standard implementiert, einen Satz von Protokollen und Programmierschnittstellen.
Es ist eine Alternative zu der auf Software von Global IP Solutions (GIPS) basierenden Referenzimplementierung.
Sie ist unter den Bedingungen der Vereinfachten BSD-Lizenz veröffentlicht und unterstützt offiziell iOS-, Linux-, macOS- und Android-Betriebssysteme.
Es soll auch außerhalb von Webbrowsern einsetzbar sein, zum Beispiel für native Mobile Apps.
Es ist hauptsächlich in C geschrieben und basiert weitgehend auf dem Multimedia-Framework GStreamer und einer Anzahl weiterer, kleinerer externer Bibliotheken. Es unterstützt offiziell sowohl VP8 als auch H.264 als Videoformate. Für H.264 nutzt es OpenH264, für das Cisco die Patentlizenzgebühren bezahlt.
Die Entwicklung von OpenWebRTC begann bei Ericsson Research unter der Leitung von Stefan Ålund.
Sie veröffentlichten es im September 2014 als freie Software, zusammen mit dem proof-of-concept-Webbrowser „Bowser“, der auf dem Framework aufbaut. Unter anderem unterstützte diese ursprüngliche Version noch keine Datenkanäle und galt noch als weniger ausgereift als Googles Referenzimplementierung.